# Vallo alpino orientale

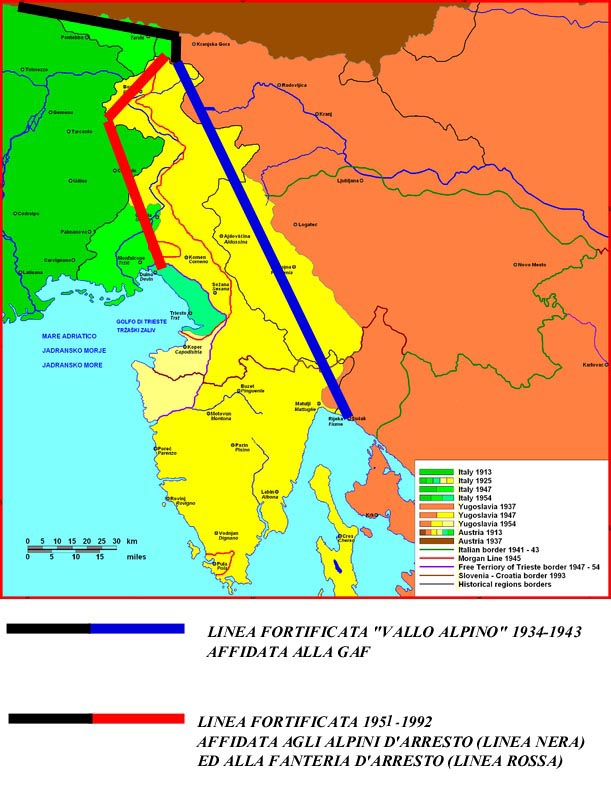
Linea del Vallo Alpino Orientale

Il Vallo alpino orientale è un ampio e variegato sistema di fortificazioni a difesa del settore di territorio allora italiano, confinante con l'allora Jugoslavia.

## Storia
Passeggiando lungo le montagne della valle dell'Isonzo e dell'altopiano del Carso, si possono ancora oggi scorgere alcune fortificazioni risalenti alla prima guerra mondiale; ma non solo queste. Infatti alcune di queste sono invece riconducibili al periodo tra le due guerre, e altre sono state costruite successivamente al 1947 dall'esercito jugoslavo, fino al 1991. Si ricorda che all'inizio della seconda guerra mondiale, grazia al Trattato di Rapallo, il Regno d'Italia comprendeva anche l'Istria e la città dalmata di Zara (ciò almeno fino al settembre 1943, quando la regione fu annessa al Terzo Reich). Le linee fortificate sono quindi riconducibili alla difesa dei confini orientali italiani al tempo del fascismo.
Oggi bisogna anche tenere conto che sono passati oltre 70 anni da quel periodo e molti bunker sono stati demoliti o fatti saltare in aria; sono passate infatti guerre partigiane e un regime comunista. Ciononostante esistono ancora oggi ancora molte fortificazioni.
A differenza delle opere del Vallo alpino occidentale e del Vallo alpino in Alto Adige, qui le opere sono di dimensioni più modeste e per lo più armate di sole mitragliatrici.
Da ricordare che allora il confine geograficamente attraversava le distese di bosco della Carniola sud-occidentale a cui seguono attraverso il massiccio del monte Nevoso, le prime le Alpi Dinariche.